# 波泰娜·卡梅尔
波泰娜·卡梅尔（1962年4月18日—）是埃及电视主持人、政治活动家、政治人物。2011年4月在推特上宣布将参加埃及的总统大选，成为埃及历史上首位女性总统候选人。

## 参見
- 莎芬库姆